# Саут-Бенд (Небраска)
Саут-Бенд (англ. South Bend) — селище (англ. village) в США, в окрузі Кесс штату Небраска. Населення — 92 особи (2020).

## Географія
Саут-Бенд розташований за координатами 41°0′7″ пн. ш. 96°14′54″ зх. д. / 41.00194° пн. ш. 96.24833° зх. д. (41.001959, -96.248331).  За даними Бюро перепису населення США в 2010 році селище мало площу 0,35 км², з яких 0,35 км² — суходіл та 0,00 км² — водойми.

## Демографія
Згідно з переписом 2010 року, у селищі мешкало 99 осіб у 41 домогосподарстві у складі 28 родин. Густота населення становила 285 осіб/км².  Було 47 помешкань (135/км²).
Расовий склад населення:
| - 97,0 % — білих |

До двох чи більше рас належало 3,0 %. Частка іспаномовних становила 0,0 % від усіх жителів.
За віковим діапазоном населення розподілялося таким чином: 17,2 % — особи молодші 18 років, 63,6 % — особи у віці 18—64 років, 19,2 % — особи у віці 65 років та старші. Медіана віку мешканця становила 44,8 року. На 100 осіб жіночої статі у селищі припадало 102,0 чоловіків;  на 100 жінок у віці від 18 років та старших — 110,3 чоловіків також старших 18 років.
Середній дохід на одне домашнє господарство  становив 76 632 долари США (медіана — 67 679), а середній дохід на одну сім'ю — 82 594 долари (медіана — 68 571). За межею бідності перебувало 13,8 % осіб, у тому числі 25,0 % дітей у віці до 18 років та 3,6 % осіб у віці 65 років та старших.
Цивільне працевлаштоване населення становило 56 осіб. Основні галузі зайнятості: будівництво — 26,8 %, освіта, охорона здоров'я та соціальна допомога — 21,4 %, науковці, спеціалісти, менеджери — 19,6 %.